# San Miguel Chicotitlán
San Miguel Chicotitlán är en ort i Mexiko.   Den ligger i kommunen Chiautla och delstaten Puebla, i den sydöstra delen av landet, 120 km söder om huvudstaden Mexico City. San Miguel Chicotitlán ligger 1 016 meter över havet och antalet invånare är 116.
Terrängen runt San Miguel Chicotitlán är varierad. Runt San Miguel Chicotitlán är det ganska tätbefolkat, med 90 invånare per kvadratkilometer. Närmaste större samhälle är Axochiapan, 10,2 km nordväst om San Miguel Chicotitlán. Omgivningarna runt San Miguel Chicotitlán är en mosaik av jordbruksmark och naturlig växtlighet.